# Elisabeth Hedwig
Elisabeth Hedwig Leja-Gessler (Volksdeutsche, Alemania, 28 de diciembre de 1913-1 de enero de 1983) fue una mujer católica polaca de origen alemán. Es conocida por haber sido niñera de la familia judía Gessler durante la Segunda Guerra Mundial.
Edward y Dora Gessler vivían en la ciudad de Beilsko Biala, en el sur de Polonia. Junto a sus 3 hijos: Elek (11 años), Lili (4 años) y Roman (1 año). En 1938, Elisabeth Hedwig se unió a la familia como su niñera luego de conocer a los padres en un supermercado local. 

## Segunda Guerra Mundial
Cuando la Segunda Guerra Mundial estalla, la familia decide huir. Ella decide quedarse con la familia y ayudarles en dicha huida, la cual estaba programada de Beilsko Biala a Lvov (un gueto judío). Al ayudar en este escape, Elisabeth estaba poniendo en riesgo su vida, a pesar de que pudo haber escapado con su familia y permanecer en relativa seguridad.
Dora Gessler, abrumada por la situación, decide poner fin a su vida, dejando viudo a su esposo Edward. En 1941, Ewuard y su hijo mayor Elek, escaparon a Hungría, mientras que Elisabeth Hedwig cuidaba de los hijos más pequeños, Lili y Roman. En marzo de 1942, con el temor de ser descubiertos, Elisabeth decide escapar de Lvov por los Cárpatos con destino a Hungría y con la esperanza de reunir nuevamente a la familia. 
Preparándose para el viaje, Elisabeth cosió sus objetos de valor al forro del abrigo del niño más pequeño, Roman. También alquiló una carreta y contrató a dos guías para que los acompañaran a través de las montañas. Para evitar ser descubiertos, Elisabeth instruyó a los niños en costumbres cristianas y de esta forma ocultar que eran judíos. Además aclaró el cabello de Lili para que pasara desapercibida y sus rasgos no levantaran sospechas. Era muy común que los judíos fueran delatados a cambio de recompensas. Durante la noche del escape, fueron detenidos por la Gestapo. Sin embargo, al ser el alemán su lengua materna, Elisabeth pudo convencer a los oficiales, de que Lili y Roman eran de hecho sus hijos y necesitaban ayuda médica pues estaban enfermos. Finalmente, lograron reunirse con Edward y Elek en Budapest. 
En 1944, Elisabeth y Edward fueron detenidos con pasaportes falsificados y posteriormente enviados a un campo de concentración. Lili y Roman permanecieron al cuidado de su hermano mayor, después de que Leja convenció a los alemanes de que no los arrestaran también. Hizo uso sus conexiones con la Iglesia Católica en Budapest para asegurar su liberación del campamento. Una vez liberados, la familia consiguió huir a Rumania, donde permanecieron hasta el final de la guerra.

## Después de la guerra
Después de la guerra, Leja se quedó con Edward y los niños. La pareja se enamoró y se casaron en 1965. Edward Gessler falleció en 1978 y Elisabeth Hedwig Leja-Gessler, el 1 de enero de 1983.
El 11 de octubre de 2007, Yad Vashem reconoció a Elisabeth Hedwig Leja-Gessler, como justa entre las Naciones. La medalla y el certificado de honor fueron entregados a las hijastros de Elisabeth, Lili Win-Gessler de Virginia y Roman Gessler de Israel.